# Musa zaifui
Musa zaifui är en enhjärtbladig växtart som beskrevs av Markku Häkkinen och Hong Wang. Musa zaifui ingår i släktet bananer, och familjen bananväxter. Inga underarter finns listade i Catalogue of Life.